# Дембе (Чарнковсько-Тшцянецький повіт)
Дембе (пол. Dębe) — село в Польщі, у гміні Любаш Чарнковсько-Тшцянецького повіту Великопольського воєводства.
Населення — 609 осіб (2011).
У 1975-1998 роках село належало до Пільського воєводства.

## Демографія
Демографічна структура станом на 31 березня 2011 року:
|          | Загалом | Допрацездатний вік | Працездатний вік | Постпрацездатний вік |
| -------- | ------- | ------------------ | ---------------- | -------------------- |
| Чоловіки | 318     | 75                 | 222              | 21                   |
| Жінки    | 291     | 61                 | 184              | 46                   |
| Разом    | 609     | 136                | 406              | 67                   |